# پیکویک رکوردز
پیکویک رکوردز (انگلیسی: Pickwick Records) شرکت نشر موسیقی آمریکایی است، که در سال ۱۹۵۰ تأسیس شد.